# Camel Meriem
Camel Meriem (arab. كامل مريم) (ur. 18 października 1979 w Montbéliard) – francuski piłkarz pochodzenia algierskiego.

## Kariera klubowa
Meriem rozpoczął karierę klubową w barwach FC Sochaux. W 2001 roku pomógł drużynie wrócić do Ligue 1. Reputacja gracza o świetnej wizji gry i precyzyjnych podaniach przyniosła mu transfer do Girondins Bordeaux. Zdobył w 2002 Puchar Ligi Francuskiej. Nie rozwinął tam jednak skrzydeł i po sezonie został wypożyczony do Olympique Marsylia. Miał tam znaczący udział w awansie do finału Pucharu UEFA, gdzie Marsylia przegrała z CF Valencia. W 2004 roku powrócił do ekipy „Żyrondystów” i zadebiutował w drużynie narodowej (towarzyski z Polską 0:0). Wcześniej zdobył srebro na młodzieżowych mistrzostwach świata w Szwajcarii (2002). W latach 2005–2009 był piłkarzem AS Monaco, a na początku 2010 przeszedł do AC Arles-Avignon. W latach 2011–2013 grał w OGC Nice, a w latach 2013–2015 w Apollonie Limassol.
| Sezon   | Klub                      | Kraj    | Rozgrywki                 | Mecze | Bramki | Rozgrywki Europy                    | Mecze | Bramki |
| ------- | ------------------------- | ------- | ------------------------- | ----- | ------ | ----------------------------------- | ----- | ------ |
| 1998/99 | FC Sochaux                | Francja | Division 1                | 18    | 1      | -                                   | -     | -      |
| 1999/00 | FC Sochaux                | Francja | Division 2                | 17    | 3      | -                                   | -     | -      |
| 2000/01 | FC Sochaux                | Francja | Division 2                | 31    | 3      | -                                   | -     | -      |
| 2001/02 | FC Sochaux                | Francja | Division 1                | 16    | 2      | -                                   | -     | -      |
| 2001/02 | Girondins Bordeaux        | Francja | Division 1                | 14    | 1      | -                                   | -     | -      |
| 2002/03 | Girondins Bordeaux        | Francja | Ligue 1                   | 33    | 1      | Liga Europy UEFA                    | 5     | 0      |
| 2003/04 | Girondins Bordeaux        | Francja | Ligue 1                   | 3     | 0      | -                                   | -     | -      |
| 2003/04 | Olympique Marsylia (wyp.) | Francja | Ligue 1                   | 31    | 3      | Liga Mistrzów UEFA Liga Europy UEFA | 5 9   | 0 1    |
| 2004/05 | Girondins Bordeaux        | Francja | Ligue 1                   | 32    | 6      | -                                   | -     | -      |
| 2005/06 | AS Monaco                 | Francja | Ligue 1                   | 30    | 3      | Liga Mistrzów UEFA Liga Europy UEFA | 2 6   | 0 0    |
| 2006/07 | AS Monaco                 | Francja | Ligue 1                   | 25    | 2      | -                                   | -     | -      |
| 2007/08 | AS Monaco                 | Francja | Ligue 1                   | 27    | 2      | -                                   | -     | -      |
| 2008/09 | AS Monaco                 | Francja | Ligue 1                   | 28    | 1      | -                                   | -     | -      |
| 2009/10 | Aris FC                   | Grecja  | Alpha Ethniki             | 9     | 0      | -                                   | -     | -      |
| 2010/11 | AC Arles-Avignon          | Francja | Ligue 1                   | 32    | 2      | -                                   | -     | -      |
| 2011/12 | OGC Nice                  | Francja | Ligue 1                   | 20    | 0      | -                                   | -     | -      |
| 2012/13 | OGC Nice                  | Francja | Ligue 1                   | 24    | 3      | -                                   | -     | -      |
| 2013/14 | Apollon Limassol          | Cypr    | Ligue 1                   | 34    | 3      | Protathlima A’ Kategorias           | 6     | 0      |
| 2013/14 | Apollon Limassol          | Cypr    | Protathlima A’ Kategorias | 27    | 1      | Liga Europy UEFA                    | 7     | 0      |